# Youssef Ibram
Youssef Ibram (geb. ca. 1954 in Fès, Marokko) ist ein marokkanisch-schweizerischer islamischer Theologe und wahhābitischer Rechtsgelehrter. Er ist seit über 30 Jahren aus der Schweiz heraus für den Islam in Europa aktiv und gehörte dem Europäischen Fatwa-Rat an.

## Leben und Wirken
Er machte einen Hochschulabschluss in islamischem Recht (Scharia) in Riad (Saudi-Arabien). Er war zu verschiedenen Zeiten an der großen Genfer Moschee als Imam tätig, in den 1980er Jahren bis in die frühen 1990er und das zweite Mal zwischen 2001 und 2005. Später wurde er Imam einer Moschee in Kreis 6 von Zürich, später der Islamischen Gemeinschaft Volketswil Zürich (IGVZ). Der Prediger gilt in der Schweiz als umstritten. Der Sprecher der Moschee Volketswil, Daniel Ibrahim Kientzler, äußerte sich dazu in einem Interview bei dem Fernsehsender ZüriNews: „Umschtritte isch er vor allem i der Press und i gwüssne liberale Tendänze, sogenannti Islam-Experte, wo eifach vom Islam kei Ahnig händ oder sehr wenig am Huet händ.“
Ein bereits abgeschlossener Vertrag für eine dritte Amtszeit an der Genfer Moschee als Nachfolger für den algerischen Imam Ziane Mehadjri wurde 2016 wieder aufgelöst. Er lehrt auch an dem französischen Bildungszentrum Centre Shatibi in Lyon. Youssef Ibram war als einziger Schweizer Imam Mitglied des Europäischen Fatwa-Rates (ECFR).
Er spricht arabisch, französisch und deutsch, ist verheiratet und hat vier Kinder.